# Резолюция 795 на Съвета за сигурност на ООН
Резолюция 795 на Съвета за сигурност на ООН е приета единодушно на 11 декември 1992 г. по повод положението в Бившата югославска република Македония. С тази резолюция, след като изразява безпокойствието си относно възможни събития, които биха подкопали доверието и стабилността в Бившата югославска република Македония или биха създали опасност за целостта на нейните граници, и след като приветства мисията на ОССЕ в БЮР Македония, Съветът за сигурност на ООН, позовавайки се на глава VIII от Устава на ООН, упълномощава генералния секретар на Организацията Бутрос Гали да обезпечи разполагането на мироопазващи сили на ООН на територията на БЮР Македония.
Според Резолюция 795 мисията на международните сили на ООН за поддържане на мира в БЮР Македония (UNPREDEP) е наблюдение на части от граничните зони с Албания и Съюзна република Югославия, заздравяване на стабилността на страната чрез превантивни действия и навременно уведомяване на ООН за всякакви събития, които биха могли да представляват заплаха за БЮР Македония.
В резолюцията Съветът за сигурност изисква от генералния секретар да разположи на територията на БЮР Македония военен, граждански и административен персонал, както самият той препоръчва в доклада си до Съвета от 9 декември 1992 г., след като уведоми за това правителствата на Албания и СР Югославия и след като получи официалното съгласие от страна на правителството на БЮР Македония. Резолюцията предвижда тясно сътрудничество на силите на ООН в БЮР Македония с намиращата се там мисия на ОССЕ.
Идеята на Резолюция 795 е чрез наблюдението, което военният контингент на организацията ще осъществява върху границите на БЮР Македония, да се избегне разрастване върху нейна територия на конфликта, обхванал другите части на бивша СФР Югославия, докато тясното сътрудничество между цивилния персонал на контингента и местната полиция осигурява спазването на реда и човешките права в бившата югославска република.